# Przed rajdem
Przed rajdem (tr. it. Prima della corsa) è un cortometraggio del 1971 di Krzysztof Kieślowski.
Il film è la scansione dei dieci giorni vissuti dal pilota polacco Krzysztof Komarnicki a Monte Carlo nel 1971.
Il film è un'allegoria dei problemi industriali ed economici del paese.